# (11718) Hayward
(11718) Hayward (1998 HD95) – planetoida z pasa głównego asteroid okrążająca Słońce w ciągu 4,56 lat w średniej odległości 2,75 j.a. Odkryta 21 kwietnia 1998 roku.